# Dalival
Dalival ist eine französische Baumschule für Obstbäume. Sie erstand 2015 aus der Fusion von den Baumschulen Pépinières du Valois und DL Davodeau-Ligonnière. 

## Geschichte
Die Baumschulen Valois wurden von Charles André gegründet und 1991 von Bruno Essner übernommen. 
DL Davodeau-Ligonnière wurde 1950 von Jean Davodeau und Raymond Ligonnière gegründet. Seit 2010 führt Thierry Ligonnière den Betrieb.
Beide Baumschulen kooperieren schon seit 2004 in der Sortenzüchtung.

## Apfelsorten
Dalival bietet vor allem Mutanten bereits erfolgreicher Apfelsorten, teils auch Clubsorten an:
- Scifresh („Jazz“)
- Caudle („Cameo“) Cauflight
- Dalinbel
- Fuji Zhen Aztec
- Granny Challenger Dalivair
- Galaval
- Jugala (eigentlich Bigigalaprim X7931)
- Jeromine
- Daliclass
- Envy Scilate